# Xanadu (film)
Xanadu (film) – amerykański musical filmowy, nakręcony przez Roberta Greenwalda.

## Obsada
- Olivia Newton-John - Kira
- Gene Kelly - Danny McGuire
- Michael Beck - Sonny Malone
- James Sloyan - Simpson
- Dimitra Arliss - Helen
- Katie Hanley - Sandra
- Fred McCarren - Richie
- Renn Woods - Jo
- Sandahl Bergman - Muza 1
- Lynn Latham - Muza 2
- Melinda Phelps - Muza 3
- Cherise Bates - Muza 4
- Juliette Marshall - Muza 5
- Marilyn Tokuda - Muza 6
- Yvette Van Voorhees - Muza 7
- Teri Beckerman - Muza 8
- Marty Davis - ochroniarz
- Bebe Drake - ochroniarka
- Mickey McMeel - księgowy
- Aharon Ipalé - fotograf
- Lise Lang - tancerka Xanadu
- Melvin Jones - Wielki Al
- Matt Lattanzi - młody Danny McGuire
- David Tress - Nick
- Marla V. Langston - Dizzy Heights
- Judith Burnett - Raven

## Streszczenie
Młody malarz Sonny Malone (zarabiający jako kopista okładek płyt) postanawia zniszczyć własny, nowo namalowany obraz. Od tego pomysłu odwodzi go nieznajoma, młoda kobieta, o rozwianych blond włosach, która nieoczekiwanie zastąpiła mu drogę w parku. Dziewczyna bez słowa całuje go, a następnie znika. Obraz ocalał, a młody malarz nagle ma głowę pełną myśli i marzeń o nieznajomej, tajemniczej blondynce.
Sonny otrzymuje zlecenie zaprojektowania okładki płyty piosenkarce, która jest do złudzenia podobna do tajemniczej nieznajomej. Okazuje się nią Kira. Sonny zakochuje się w niej z wzajemnością. Kira ujawnia mu swoją tajemnicę, jest grecką muzą, która wraz z siostrami zstąpiła na Ziemię, aby inspirować artystów. Za sprawczą siłą muz Sonny reaktywuje (przy pomocy emerytowanego artysty Danny'ego McGuire) klub taneczny Xanadu.
Na otwarcie klubu powstaje widowisko taneczne na wrotkach. Kira ostrzega Sonny'ego, że jej pobyt na Ziemi zakończy się wraz z wykonaniem zadania. Muzy uczestniczące w tańcu finałowym w świetlistym tunelu ulatują na Olimp. Po chwili zrozpaczony Sonny odkrywa, że kelnerka obsługująca go jest sobowtórem Kiry.

## Ścieżka dźwiękowa
Sam film nie stał się popularny, natomiast soundtrack z muzyką Electric Light Orchestry oraz piosenkami Olivii Newton-John uzyskały światową popularność (m.in. utwór Magic dotarł do 1 miejsca amerykańskiej listy przebojów).